# 1834 în literatură
Anul 1834 în literatură a implicat o serie de evenimente și cărți noi semnificative.  